# Ellobius tancrei
Ellobius tancrei је врста волухарице.

## Распрострањење
Ареал врсте покрива средњи број држава. Врста има станиште у Русији, Кини, Монголији, Казахстану, Киргистану, Таџикистану, Узбекистану и Туркменистану.

## Станиште
Станишта врсте су планине, травна вегетација, језера и језерски екосистеми, полупустиње и пустиње.

## Угроженост
Ова врста је наведена као последња брига, јер има широко распрострањење и честа је врста.